# Ferroélasticité
 (janvier 2022).
Si vous disposez d'ouvrages ou d'articles de référence ou si vous connaissez des sites web de qualité traitant du thème abordé ici, merci de compléter l'article en donnant les références utiles à sa vérifiabilité et en les liant à la section « Notes et références ».
La ferroélasticité est une propriété des matériaux qui présentent un cycle d'hystérèse de la déformation mécanique lorsqu'ils sont soumis à une contrainte mécanique.
Quelques exemples de matériaux qui présentent un comportement ferroélastique sont les alliages à mémoire de forme (dans certains états), et, en général, les matériaux légèrement en dessous d'une transformation martensitique.
Les matériaux ferroélastiques appartiennent à la catégorie plus générale des substances ferroïques, dont font également partie les matériaux ferroélectriques et ferromagnétiques.